# ان‌جی‌سی ۲۱۸
ان‌جی‌سی ۲۱۸ (انگلیسی: NGC 218) نام یک کهکشان مارپیچی در صورت فلکی آندرومدا است.